# Король комедії (фільм)
«Король комедії» (англ. The King of Comedy) — американський художній фільм 1982 року, чорна комедія режисера Мартіна Скорсезе. Фільм відкрив Каннський кінофестиваль у 1983 році.
Український переклад зробила студія «Цікава ідея» на замовлення інтернет-порталу «Гуртом».

## Сюжет
Мисливець за автографами Руперт Папкін (Роберт де Ніро) вирішує стати коміком. Одного дня йому вдається увірватися до автомобіля свого кумира, зірки телебачення — Джері Ленгфорда (Джері Льюїс), з яким він хотів би співпрацювати. Щоб вмовити Руперта покинути автомобіль, Ленгфорд обіцяє йому прийняти його та оцінити його виступ. Та коли Руперт приходить на зустріч, працівники офісу Ленгфорда не пускають Руперта до нього. Тоді Папкін хоче будь-якою ціною досягти своєї мети.

## Ролі виконують
- Роберт де Ніро — Руперт Папкін
- Джері Льюїс — Джері Ленгфорд
- Сандра Бернгард[en] — Маша
- Діанна Аббетт[en] — Ріта Кін

## Навколо фільму
- Адвоката Джері Ленгфорда зіграв справжній адвокат Мартина Скорсезе.
- Відреставрована цифрова версія фільму була показана в Нью-Йорку 27 квітня 2013 року на закритті кінофестивалю Трайбека Роберта Де Ніро.

## Нагороди
- 1984 Премія БАФТА, Британської академії телебачення та кіномистецтва:
  - за найкращий сценарій[en] — Пол Д. Цімерман
- 1984 Премія Лондонського гуртка кінокритиків:
  - за найкращий фільм року
- 1984 Премія Національної спілки кінокритиків США:
  - за найкращу жіночу роль другого плану[en] — Сандра Бернгард